# عزیز جون
عزیز جون ترانه‌ای محلی مازندرانی در دستگاه همایون (اصفهان) است. منیر وکیلی، یک نسخه از این ترانه را خوانده که این نسخه ابتدا در سال ۱۳۳۶ در آلبومی تحت عنوان Chants Et Danses De Perse و سپس در سال ۱۳۸۳ در آلبوم دیگری به نام بازگشت، منتشر شد. پری زنگنه هم یک نسخه از این ترانه را خوانده و آن را در آلبوم گل‌افشان خود منتشر کرده‌است. دریا دادور هم شعر این ترانه را در آهنگی به نام «شبم تاریک و بیشیم به خانه» گنجانده‌است. نسخهٔ دادور در سال ۲۰۰۴ در کنسرتی در برلین ضبط و بعد در قالب یک آلبوم زنده منتشر شد. تمامی این نسخه‌ها به سبک اپرا و با تلفیق موسیقی سنتی ایران با سبک غربی خوانده شده‌اند. ملیحه سعیدی یکی دیگر از هنرمندانی است که به اجرای این ترانه پرداخته‌است. علاوه بر آن، این ترانه در کنسرت ارکستر فیلارمونیک ایران به رهبری علیرضا شفقی‌نژاد و با تنظیم گریکوریان هم اجرا شد که این کنسرت، در روزهای ۲۴، ۲۵ و ۲۶ تیر ماه ۱۳۸۹ در سالن رودکی اجرا شد. احمد پژمان هم این ترانه را خوانده‌است.

### متن ترانه
عزیز جون درمه شومه الوداع کن آه مه الوداع کن
aziz jun dar'me sho'me al'vedā kon āh me al'vedā kon
سر راهم‌نشین ته گریه‌ هاکن آه ته گریه‌ هاکن
sare rāham našin te gerye hā'kon āh te gerye hā'kon
اگر خواهی که من زودتر بیایم آه آه زودتر بیایم
agar xāhi ke man zuttar biyāyam āh zuttar biyāyam
نماز صبح و شب مرا دعا کن آه آه مرا دعا کن
namze sobh o šab marā doā kon āh  āh marā doā kon
ستاره آسمون اشمارم امشو آه اشمارم امشو
setāre āsemun ešmārem emšu āh ešmārem esmšu
بورین یار باویین بیمارن امشو آه بیمارن امشو
burin yāre bāhuin bimāram emšu āh bimāram emšu
بورین یار باویین امشو ره نیه آه آه امشو ره نیه
burin yāre bāhuin emšu re niye āh āh emšu re niye
تمام دشمنان بیدارن امشو آه آه بیدارن امشو
tamāme došmanān bidāran emšu āh āh bidāran emšu
عزیز جون درمه شومه الوداع کن آه مه الوداع کن
aziz jun dar'me šum'me al'vedā kon āh me al'vedā kon
سر راهم‌نشین ته گریه‌ هاکن آه ته گریه‌ هاکن
sare rāham našin te gerye hākon āh te gerye hākon